# 杨乘 (唐朝)
杨乘（821年—863年10月19日），字文舆，同州冯翊县（今陕西省大荔县）人，祖籍弘农郡华阴县（今陕西省华阴市），出自弘农杨氏越公房修行杨氏，唐朝官员。

## 生平
杨乘才智卓越，特别擅长写诗歌。大中元年（847年），杨乘进士及第，同年连续考中博学鸿词科，出任秘书省正字，转任新安县县尉。大中五年（851年），陕州刺史卢贞征辟幕府，杨乘又出任凤翔军掌书记。大中六年（852年），杨乘辞官前往苏州侍奉父亲杨发。大中十年（856年），杨发转任福州刺史兼观察使，杨乘又跟随前往福州。大中十二年（858年）春正月，杨发出任岭南东道节度观察处置等使，杨乘为继任杨发岭南节度使的李承勋上奏举荐出任殿中侍御史。杨发去世后，杨乘为父亲守丧，将父亲遗体护送到洛阳安葬。丧期结束后，杨乘出任京兆府士曹参军。咸通四年（863年）八月，杨乘改任尚书膳部员外郎。咸通四年九月癸巳（863年10月19日），杨乘在长安城延福里住宅中因病去世，虚岁四十有三。咸通五年二月壬申（864年3月26日），杨乘迁葬于巩洛，附葬于父亲杨发墓旁。

## 家庭

### 九代祖
- 杨休，隋朝平武公[2]

### 祖父
- 杨遗直，唐朝追赠工部侍郎[2]

### 父母
- 杨发，唐朝岭南节度、左常侍[2]
- 高平徐氏，唐朝尚书祠部员外郎、衢州刺史徐放之女[2]

### 兄弟姐妹
- 杨柷
- 杨榤
- 杨检，京兆府兵曹参军
- 杨芸

### 夫人
- 京兆韦氏，昭义节度使、尚书韦博之女[2]

### 子女
- 杨回[2]
- 杨氏[2]
- 杨氏[2]
- 杨氏[2]
- 杨氏[2]